# Karabük (település)
Karabük egy város Törökországban és a Karabüki kerület központja a fekete-tengeri régióban, a Filyos és a Soganli folyók összefolyásánál. A 2009-es népszámláláskor a város lakossága 108 167 fő volt. A kerület területe 760 négyzetkm, tengerszint feletti magassága 354 m. 1930 óta vas- és acélipar i központ.

## Nevének eredete
A török kara szó jelentése: "fekete", a bük, büki jelentése: "bokor".

## Története

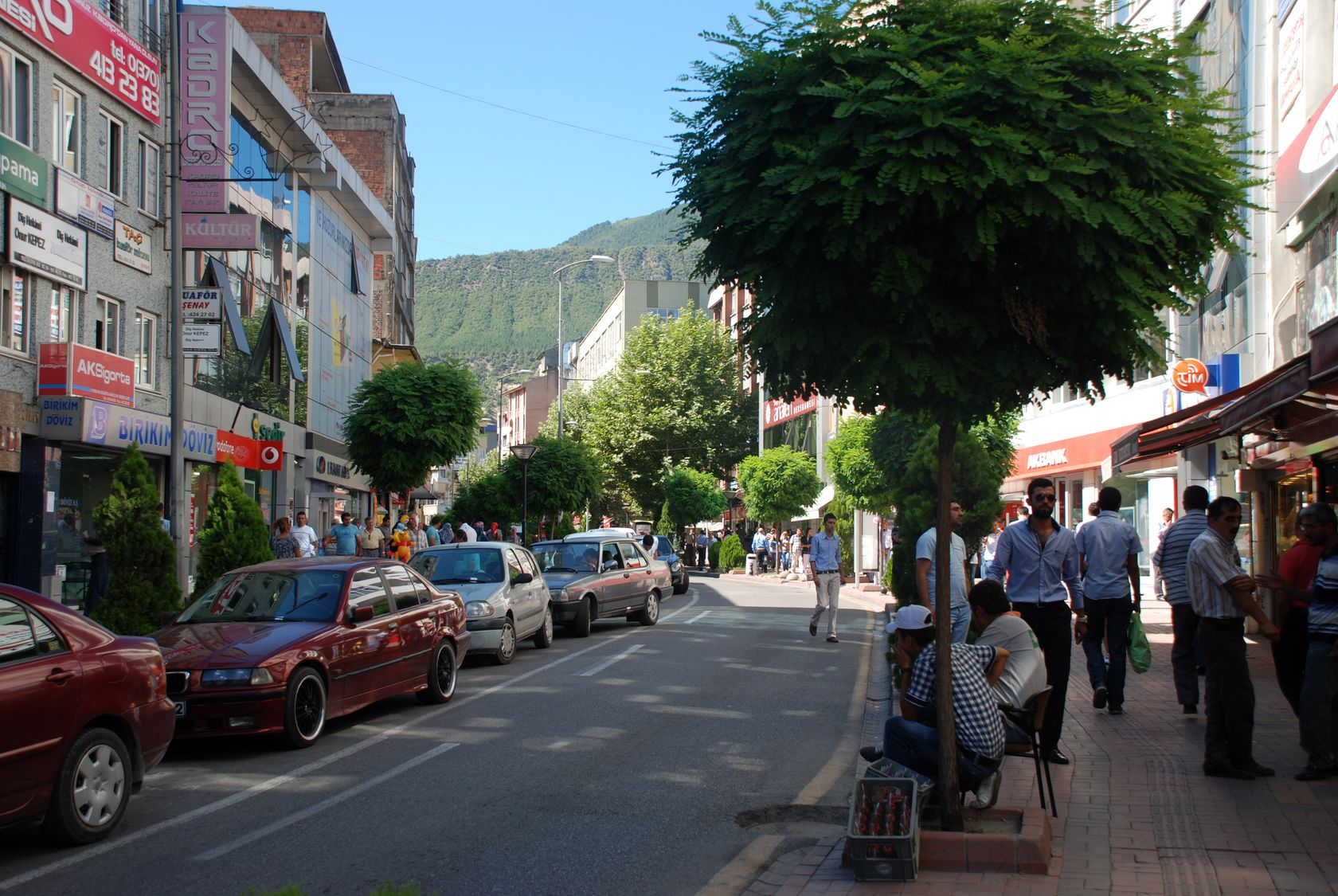
Karabüki utcakép

Karabük fontos kereskedelmi útvonal mellett, Közép-Anatóliában található. A város történelme a Török Köztársaság korai éveire nyúlik vissza,, amikor egy 13 házból álló kis falu alakult ki itt Öğlebeli és Safranbolu közelében egy kis vasútállomással az Ankara - Zonguldak útvonalon. Az ország iparosításával a város is fejlődésnek indult. 1939-ben a köztársaság területén itt épült fel az egyik első acél gyár. Karabük településsé alakult, 1941-ben a Safranbolu kerülethez tartozott, 1953-ban járási székhely, és 1995-ben tartományi központ lett.

## Hadrianapolis
Hadrianapolis (most Eskipazar) a 4. században egy ősi város volt a Római Birodalomban, Maradványai Karabüktől mintegy 3 km-re találhatók. Az itt folyó ásatások során szökőkutak, templomok, és római fürdők kerültek napvilágra.

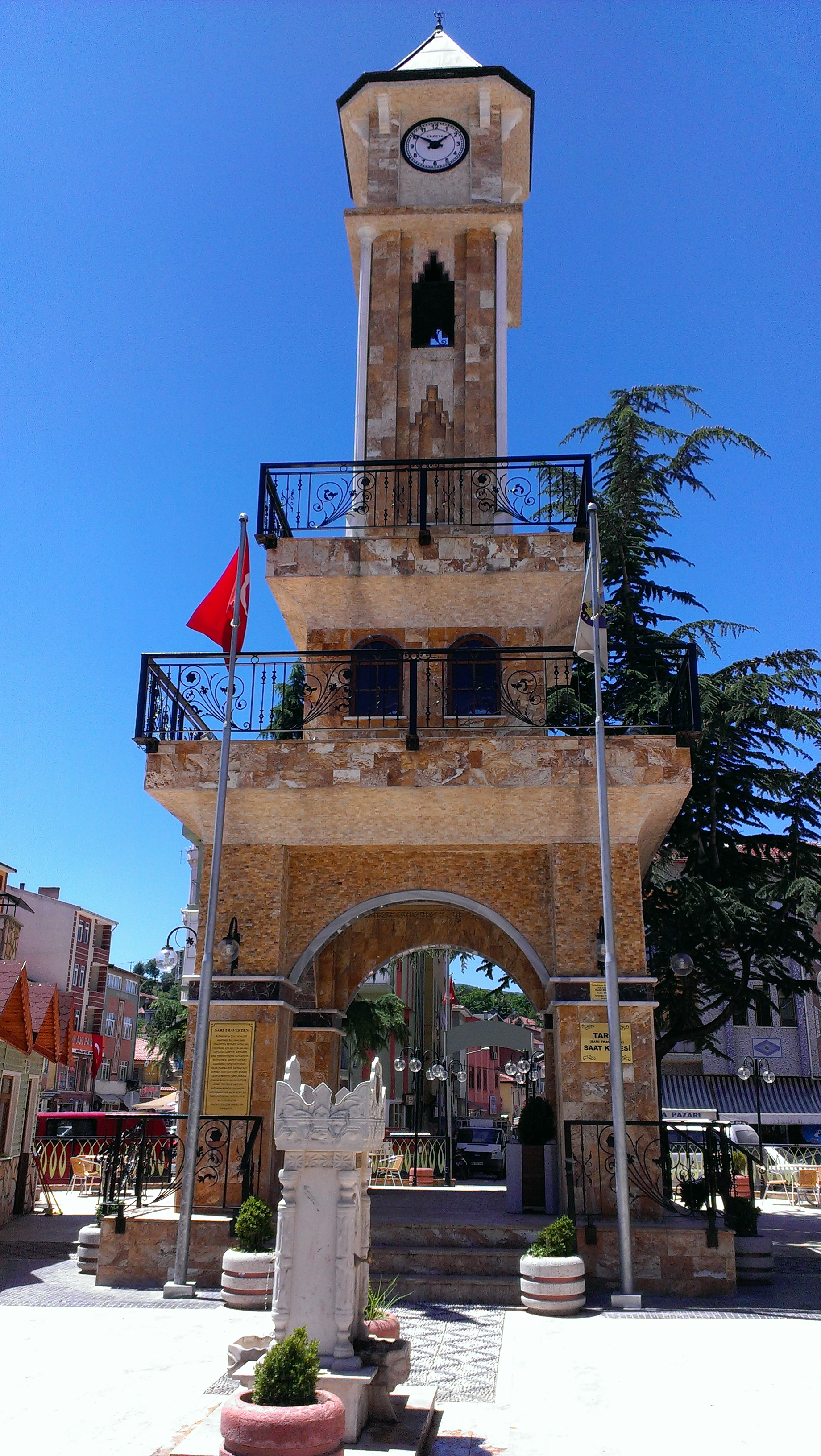
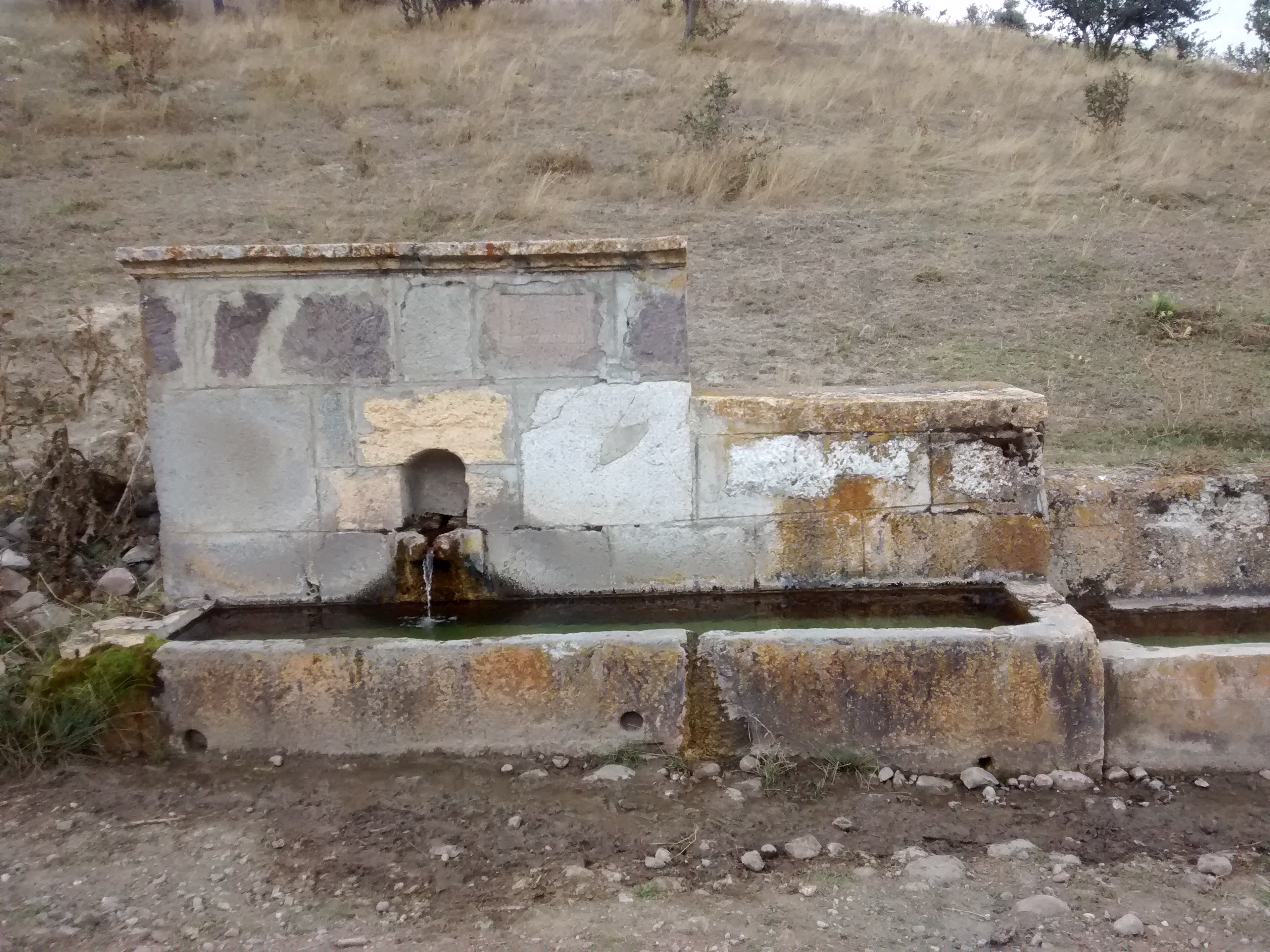

## Éghajlat
Karabük éghajlata nedves, szubtrópusi éghajlat. Forró és párás a nyár; hideg, nedves a tél.

## Ipara
Karabük saját nyersanyagforrásai a dolomit és a mészkő, míg a szén és a mangán Zonguldakból, a vasérc Divriği-ből érkezik ide. Ez lehetővé teszi a változatos, mégis alapvető ipart Karabükben, beleértve a kokszoló üzemet, nagyolvasztókat öntödei munkákat. Vannak még vegyi üzemek (kénsav és foszfát). A közelben találhatók a Zonguldak-i szénmezők.
Az egyik legnagyobb acélipari gyár, a Kardemir (Karabük Iron and Steel Works) is Karabükben található.

## Galéria

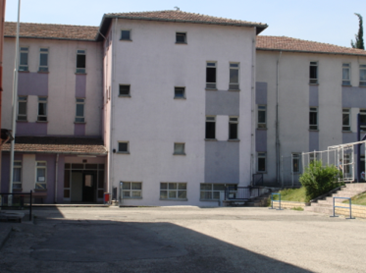
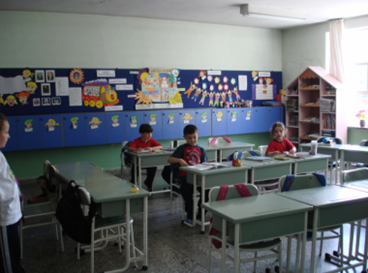
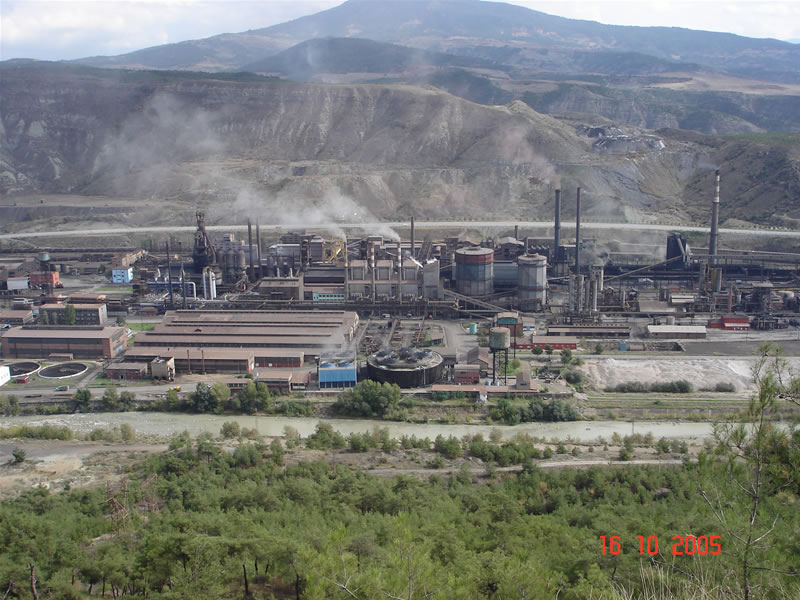
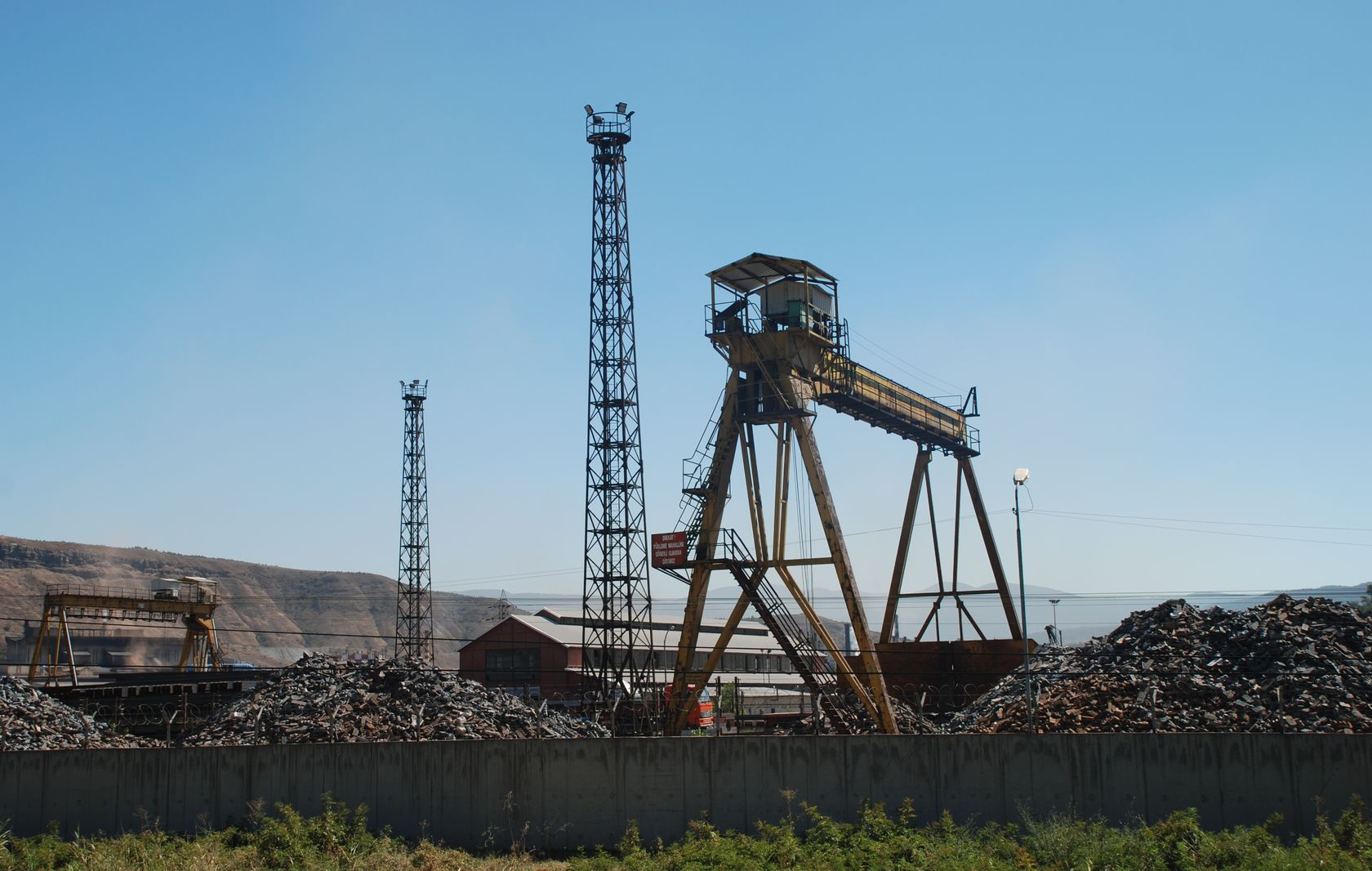